# Alice Wilson (geòloga)
Alice Wilson   (Cobourg, 26 d'agost de 1881 - Ottawa, 15 d'abril de 1964) fou una geòloga i paleontòloga canadenca. Va ser la primera dona geòloga canadenca i dugué a terme estudis de camp de roques i fòssils a la regió d'Ottawa entre 1913 i 1963 que continuen sent un referent i una font de coneixement respectada.

## Biografia
Va néixer en una família erudita, en què es valorava i promovia el pensament acadèmic i la recerca de coneixements científics. Era filla de John Wilson, un professor de Clàssiques a la Universitat Victoria d'Ontario, i tenia dos germans: Alfred William Gunning Wilson, que es va fer geòleg, i Norman Wilson, matemàtic.
Alice Wilson estudià llengües contemporànies i història al Victoria College de Toronto amb la intenció original de ser professora de la universitat de Toronto, però emmalaltí i no pogué acabar l'últim curs. Finalment, acabaria el grau el 1911.
Pel fet de ser una dona, la universitat li denegà el dret d'anar en expedició amb homes. Però hi insistí i se li confia l'estudi de la vall Ottawa-Sant Lawrence, que va estudiar durant més de cinquanta anys.
A partir de 1915, demanà una beca per completar el seu doctorat, però la Comissió geològica li rebutjà sistemàticament. L'any 1926, la Federació Canadenca de Dones Universitàries (CFUW) li atorgà finalment una beca, però la Comissió geològica rebutjà la seva candidatura per a un doctorat. Obtingué finalment el doctorat en geologia l'any 1929, als 49 anys, però la Comissió geològica no es cansaria de bloquejar la seva evolució i progressió en l'àmbit acadèmic.
Poc després d'haver esdevingut membre de l'Orde de l'Imperi britànic l'any 1935, la Comissió Geològica del Canadà publicà per primera vegada els treballs d'Alice Wilson. Es jubilà el 1946. De 1948 a 1958 organitzà conferències de paleontologia per a l'alumnat de la Universitat Carleton d'Ottawa.

## Carrera
Començà a treballar al museu de la Universitat de Toronto, en la secció de mineralogia, tot i no haver acabat la carrera. L'any 1909 s'incorporà a la Comissió Geològica del Canadà com a ajudant. Hi treballà oficialment fins a l'any 1946, però hi mantingué un despatx fins a la seva mort, l'any 1964.
El 1916, durant la Primera Guerra Mundial, el lloc de treball de Wilson al Victoria Memorial Museum va ser tancat i reocupat com a parlament de guerra. Durant aquest temps, Wilson va finançar els seus projectes amb els seus propis diners, estudiant anatomia comparada i biologia marina a Long Island, Nova York. Més tard, Wilson va participar en l'esforç de guerra i s'uní a l'equivalent canadenc de l'Exèrcit Terrestre de Dones. Al final de la guerra, el 1920, Wilson va tornar al Victoria Memorial Museum, ara treballant com a ajudant de paleontòleg. A més, fou promoguda a geòloga associada el 1940.
Es va convertir en una autoritat en relació amb l'estudi de les formacions paleozoiques de l'Est d'Ontario. Com a paleontòloga, descrigué molts fòssils, particularment de l'Ordovicià. El públic en general i els joves geòlegs hi estan en deute perquè va facilitar l’accés al coneixement de la geologia mitjançant un gran nombre d'activitats -conferències, excursions, publicacions i exposicions als museus- que organitzà en el transcurs de la seva carrera.

## Publicacions
- (anglès) The earth beneath our feet, 1947

## Distincions
- 1911: Primera dona posseïdora d'una plaça d'especialista a la Comissió Geològica del Canadà
- 1935: Membre de l'Orde de l'Imperi britànic
- 1936: Primera canadenca membre de la Societat Americana de Geologia
- 1937: Primera dona admesa a la Royal Society of Canada
- 1960: Doctorat honorífic en dret de la Universitat Carleton

### Llegat i memòria
- L'any 1991 la Royal Society of Canada va crear el Premi Alice Wilson per a dones acadèmiques emergents.[6]